# Estadio Campeón del Siglo
El Estadio Campeón del Siglo es un recinto deportivo propiedad del Club Atlético Peñarol, ubicado en la localidad de Bañados de Carrasco, en el departamento de Montevideo, Uruguay, en la Ruta 102 entre camino Mangangá y camino de los Siete Cerros.
El estadio tiene una capacidad para 42 700 personas sentadas, (38 000 en las tribunas y 4000 en palcos), distribuidas entre las cuatro tribunas: tribuna Frank Henderson (tribuna norte), tribuna José Pedro Damiani (tribuna sur), tribuna Washington Cataldi (tribuna oeste) y tribuna Gastón Güelfi (tribuna este), que deben sus nombres a dirigentes vinculados con la historia del club.
La obra contó con el apoyo de la empresa uruguaya Tenfield, quien colaboró para que el Banco República le otorgara el préstamo a Peñarol para su construcción a cambio de la organización del partido inaugural, la negociación del nombre del estadio o de un sponsor para dentro del mismo.
El proyecto de un estadio propio de Peñarol se remonta al siglo XX, pero nunca antes había logrado llevarse a cabo. Tras muchos proyectos anteriores y el intento fallido de construirlo en el Parque Roosevelt (Canelones), se realizó finalmente en Montevideo, aunque algunas propuestas pretendían trasladarlo hacia el Barrio Peñarol.
A partir de una reforma realizada en 2023 el estadio cuenta con una red lumínica de última generación que supera largamente los estándares que exigen FIFA y CONMEBOL para encuentros internacionales.
También es el estadio que tiene el récord de mayor venta de entradas fuera del Estadio Centenario, con más de 40.000 boletos, que fueron adquiridos por la parcialidad de Peñarol.

## Construcción

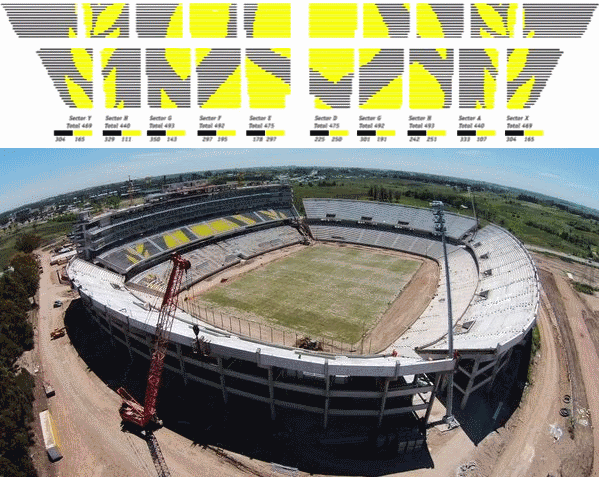
Vista aérea del estadio en obras, junto al diseño de butacas.

El estadio de Peñarol se construyó en la Ruta 102, en la localidad de Bañados de Carrasco. El escenario se ubica dentro de unas hectáreas originalmente rurales, entre los pequeños barrios de Villa Don Bosco y La Esperanza, en unos terrenos que fueron reclasificados para su construcción. Específicamente, se encuentra entre las calles Camino Mangangá y Camino de los Siete Cerros, sobre tres predios de 15 hectáreas. El estadio está a pocos metros del cruce de las rutas nacionales 8 y 102, así como próximo a la Facultad de Veterinaria de la Universidad de la República, al complejo Zonamerica, y a 8.5 km del Aeropuerto Internacional de Carrasco.
El proyecto, denominado oficialmente como "Estadio Peñarol", tuvo como titular del emprendimiento a la firma "Complejo Deportivo y Cultural Peñarol S.A." con sede en Luis Alberto de Herrera 1248, siendo su único accionista el club Peñarol.
El estadio incluye pantalla gigante de transmisión, terreno de juego de 105m × 68m, sala de conferencia para 70 personas, sede y museo del Club Atlético Peñarol, locales comerciales, estacionamientos, cumpliendo con algunas recomendaciones de FIFA. En referencia a la capacidad cuenta con 107 palcos con capacidad para 16 personas cada uno (2.660 espectadores). La tribuna y platea de palcos tienen capacidad para 9.444 personas, la tribuna y platea enfrentada tienen capacidad de 11 140 espectadores y cada cabecera entre tribuna y platea 8.380, haciendo un total de 40.005 espectadores.

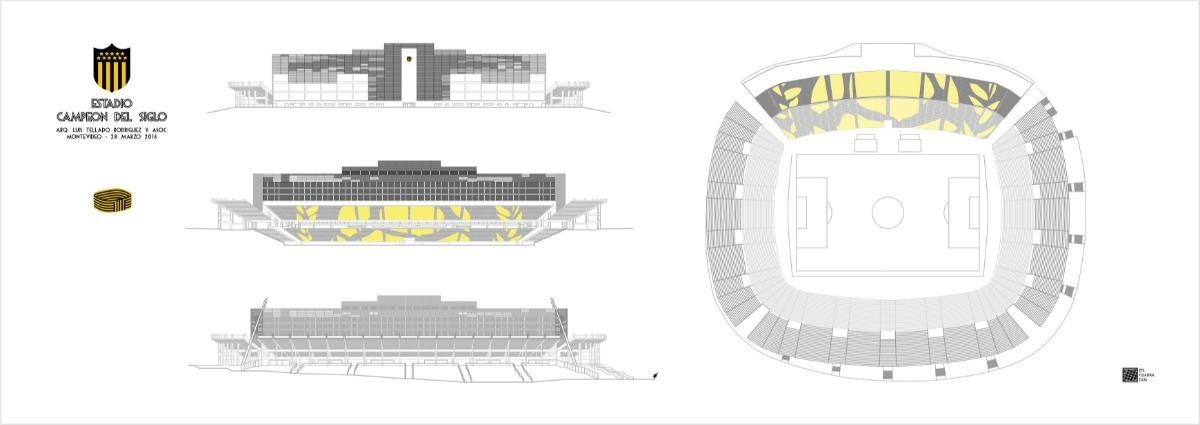
Planos del estadio.

A principios de noviembre de 2013 el club obtuvo la aprobación del préstamo por parte del Banco República y la autorización de la Intendencia Departamental de Montevideo. En una ceremonia realizada el 19 de diciembre se colocó la piedra fundacional del nuevo estadio y las obras comenzaron a principios del 2014.
En septiembre de 2015, a 19 meses del comienzo de la obra, ya se había realizado el 75 por ciento de la construcción, y se estimaba que estaría finalizada en los primeros meses de 2016. Finalmente, la apertura del estadio fue proyectada para marzo.
El desarrollo del proyecto se confió a algunas empresas destacadas en el país, como: Saceem (encargada del desarrollo del negocio y su construcción), CPA Ferrere (plan de negocios), PRO Capital (estructura financiera), Young & Rubicam Brand (marketing y comercialización), arquitecto Luis Rodríguez Tellado & Asoc. (arquitectura, proyecto), CyD Ingenieros (cálculo de la estructura), EIA (encargada del estudio ambiental), ingeniero Boris Goloubintseff (impacto del tránsito) y Cifra (estudio de mercado).
Luego de una votación a través del sitio web Yo te nombro, que incluía además las opciones Glorioso Peñarol y Estadio CURCC, los hinchas de Peñarol se volcaron mayoritariamente en favor de llamar a su estadio Campeón del Siglo.
El origen de esta frase ya aparecía a finales del siglo XX, en eventos organizados por el club. De todas maneras, su uso se incrementó desde que Peñarol fuese nominado por la IFFHS como El Club del siglo XX de América del Sur. Si bien la IFFHS no utilizó el término Campeón del Siglo, Peñarol lo tomó como un lema institucional. Incluso cada 10 de mayo, Peñarol celebra lo que denomina como el Día del Campeón del Siglo, rememorando el reconocimiento de la IFFHS.

### Reformas

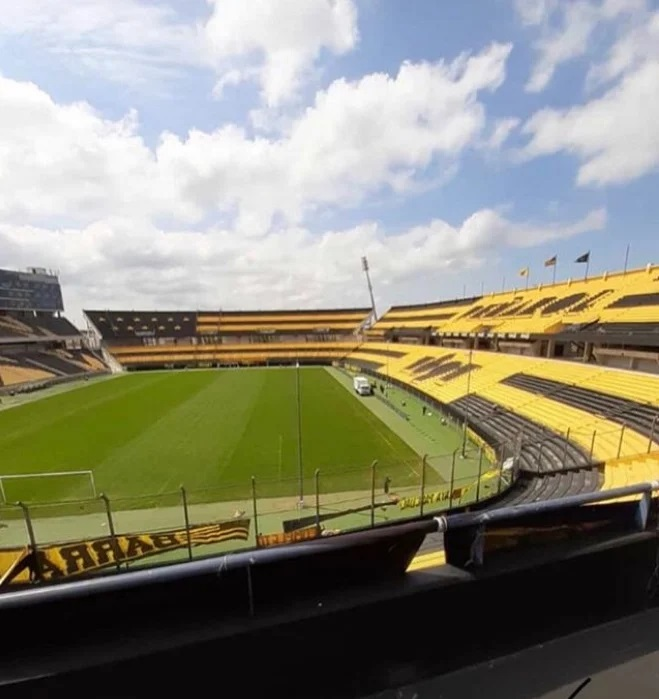
Imagen del estadio completo, con sus tribunas pintadas.

Posteriormente a su construcción, el escenario aurinegro sufrió algunas modificaciones. Una de ellas fue la construcción de un estacionamiento, para solucionar algunos problemas con la llegada de vehículos al estadio, tema que resultó en algunos inconvenientes en sus alrededores. Esto implicó que se agrandaran también los ya existentes.
A su vez, en 2020 la directiva del club determinó que se pintarían las tres tribunas restantes, que aun no tenían color. El diseño elegido está conformado por una bandera del club con la inscripción "Peñarol" y "1891" en la tribuna José Pedro Damiani y "Decano" en la tribuna Washington Cataldi.
Por otra parte, también se proyecta trasladar la concentración actual del club (Complejo Deportivo Washington Cataldi, conocido también como "Los Aromos") hacia los terrenos linderos del estadio, para darle lugar a la "Ciudad Deportiva Peñarol".

## Instalaciones

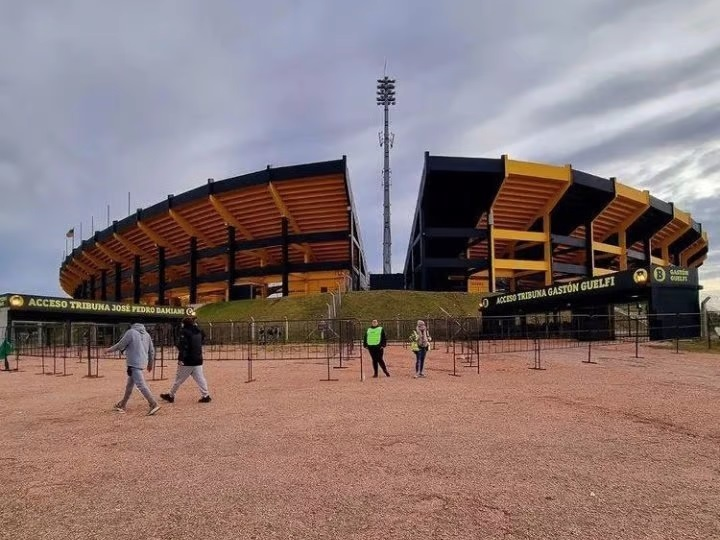
Accesos exteriores.

El estadio tiene una capacidad para 40 005 espectadores sentados, entre las cuatro tribunas: tribuna Frank Henderson (Tribuna Norte), tribuna José Pedro Damiani (Tribuna Sur), tribuna Washington Cataldi (Tribuna Oeste) y tribuna Gastón Güelfi (Tribuna Este), que deben sus nombres a dirigentes vinculados con la historia del club: Frank Henderson, José Pedro Damiani, Washington Cataldi y Gastón Güelfi.
Las dos cabeceras son las llamadas populares (Tribuna Oeste y Este), mientras que la tribuna Sur es la denominada familiar y la tribuna Norte es la oficial, por ser donde se encuentran todos los palcos. Si bien el presidente del club había anunciado que la elección de los nombres de las tribunas "como corresponde, será de los socios y no de los dirigentes", tiempo después Juan Pedro Damiani dio a conocer los nombres de las cuatro tribunas.

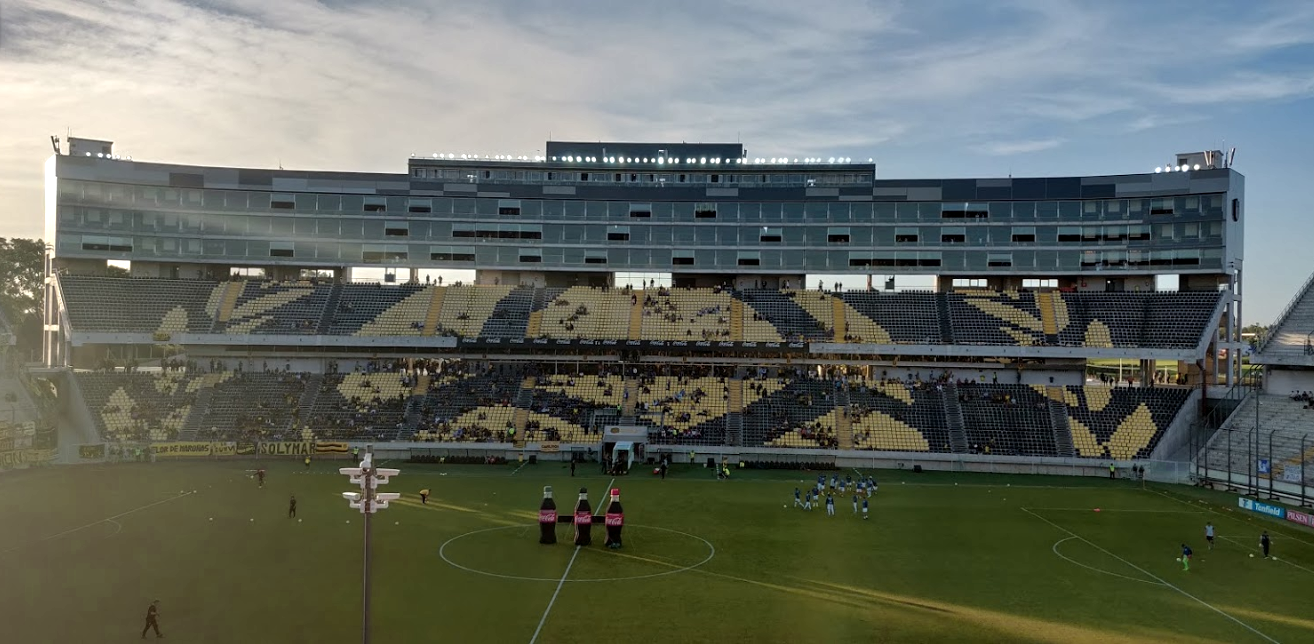
La Tribuna Henderson alberga los palcos y cabinas de prensa.

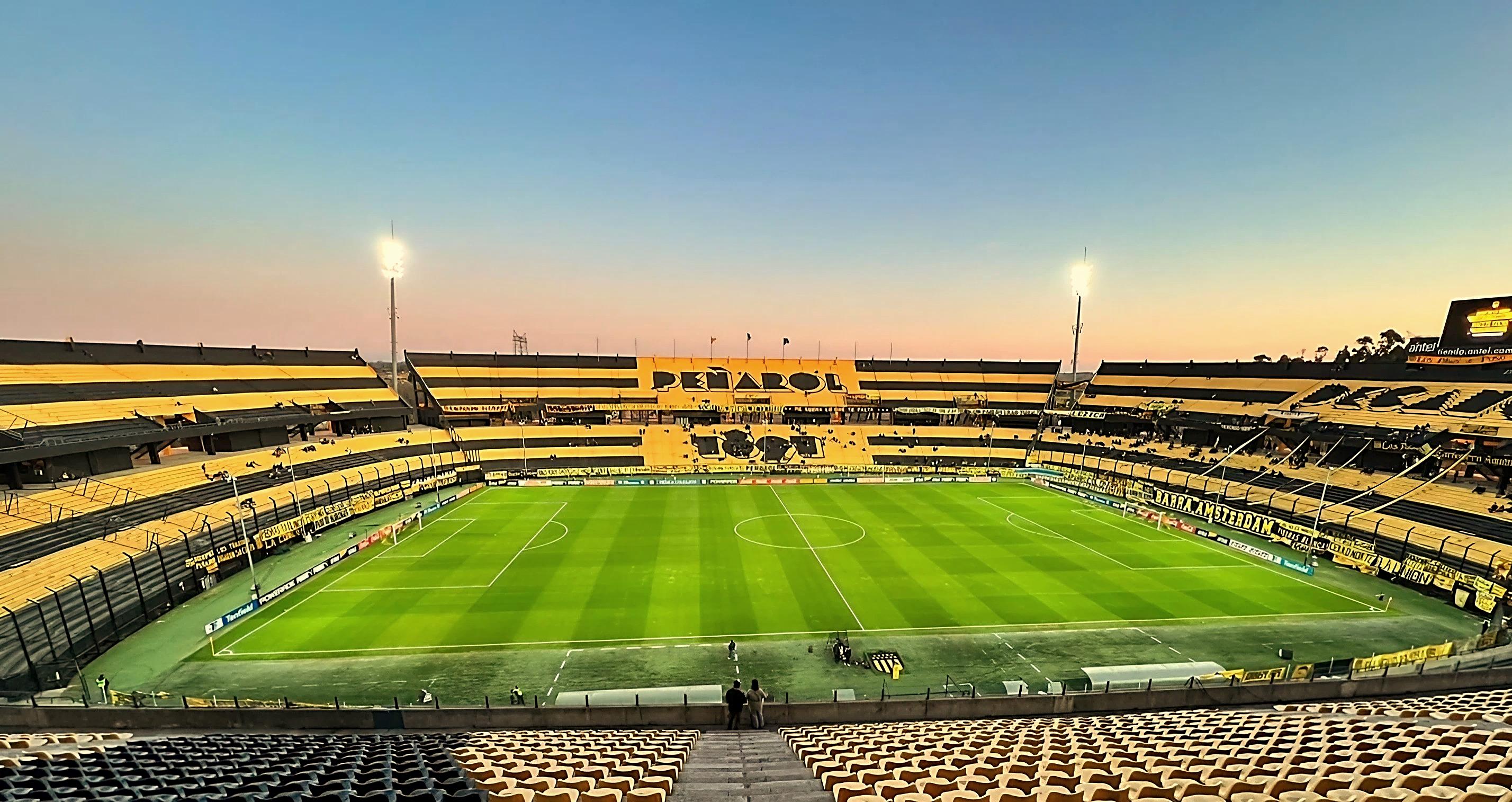
Tribuna Damiani.

Junto al acceso principal al estadio, se encuentra en exhibición histórica locomotora a vapor de 1950, como conmemoración de los orígenes ferroviarios del club. La concesión del bien, promovida por un jerarca de AFE que es a la vez directivo de Peñarol, generó molestias en asociaciones vinculadas al ferrocarril, como la CEFU, AUAR y la interna de la propia AFE.
En febrero de 2016, el programa televisivo local Estadio Uno fue emitido desde el estadio, mostrando sus instalaciones. En las instalaciones del estadio, también se incluyen: Sede y museo del club, oficinas administrativas, acceso especial para discapacitados, salas de primeros auxilios, sala de conferencia para 70 personas, locales comerciales y la construcción de estacionamientos pavimentados para automóviles y motocicletas.

## Inauguración

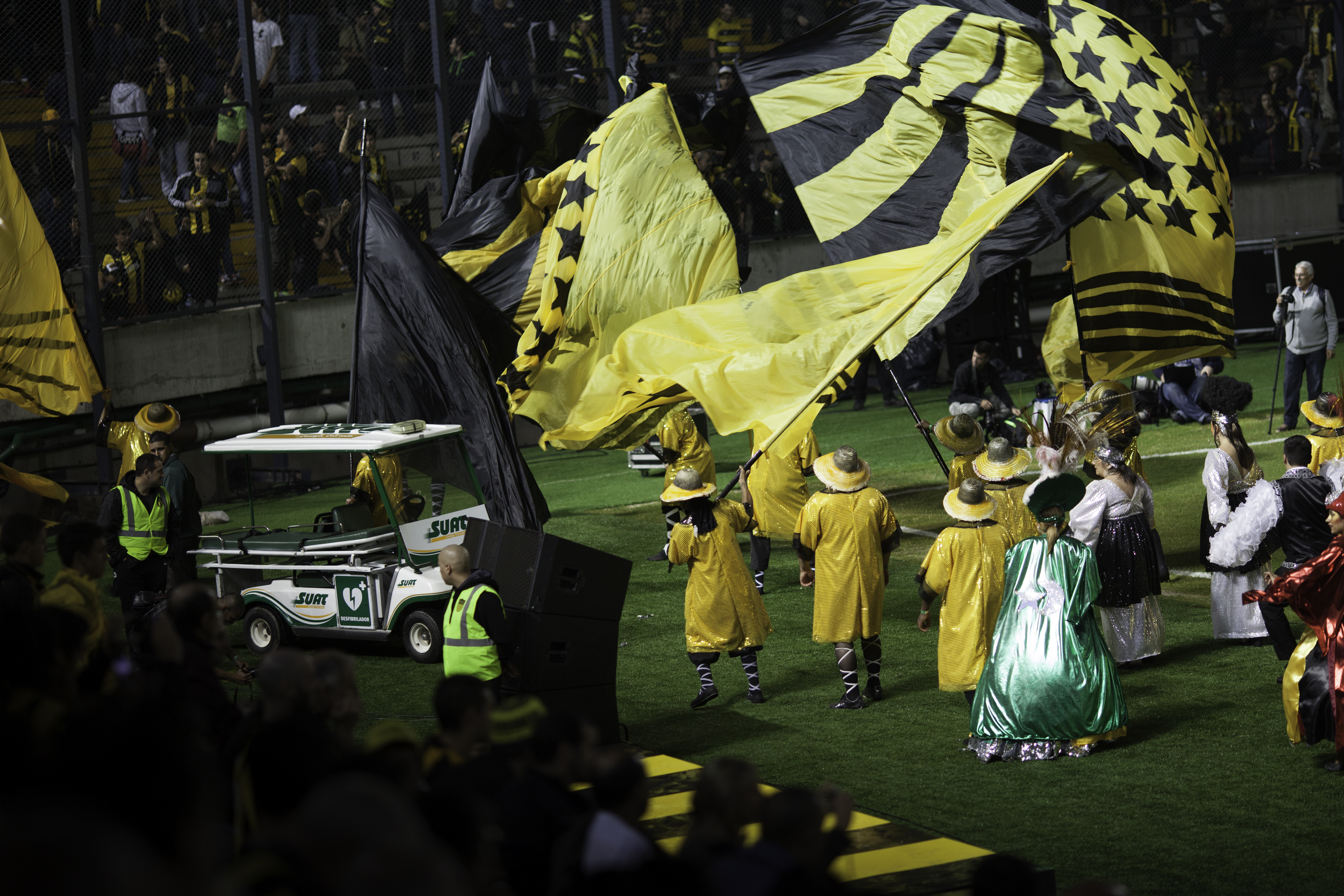
Cuerda de tambores, presentes en el evento de inauguración.

El 1 de febrero de 2016, se presentaron detalles de la inauguración del estadio. Según las primeras proyecciones, el 27 de marzo se realizaría un importante show, conocido como "La Fiesta del Siglo", con cuatrocientos artistas en escena y exfutbolistas referentes presentes, como Néstor Gonçalves, Fernando Morena, Walter Olivera, entre otros, aunque su fecha fue trasladada hasta el 30 de marzo, debido al mal estado del tiempo.
Por otra parte, el 28 de marzo, se jugó el primer partido en el estadio. Peñarol se enfrentó a River Plate de Argentina, en un partido amistoso. Para el partido inaugural, River Plate anunció que utilizaría un equipo conformado mayoritariamente por suplentes, aunque finalmente terminó jugando con un equipo similar al titular. Diego Forlán anotó el primer gol del estadio y finalmente ganaron los carboneros por 4 a 1.
Para ambos eventos, organizados por la empresa Tenfield, se pusieron a la venta un total de 34 mil entradas para todo público.
Por otra parte, el primer partido oficial del estadio fue el sábado 9 de abril, cuando Peñarol recibió a Danubio por la octava fecha del Torneo Clausura del Campeonato Uruguayo 2015/16, con victoria aurinegra por 2 a 1. El primer gol oficial en el estadio Campeón del Siglo fue anotado por Nicolás Albarracín.

### Partido inaugural
| 1     | POR   | Gastón Guruceaga      | 46' |
| 15    | DEF   | Maximiliano Olivera   |     |
| 2     | DEF   | Guillermo Rodríguez   | 24' |
| 23    | DEF   | Carlos Valdez         | 46' |
| 13    | DEF   | Matías Aguirregaray   |     |
| 14    | MED   | Luis Aguiar           | 61' |
| 28    | MED   | Tomás Costa           | 46' |
| 25    | MED   | Nahitan Nández        |     |
| 11    | DEL   | Maximiliano Rodríguez | 46' |
| 29    | DEL   | Miguel Murillo        | 46' |
| 10    | DEL   | Diego Forlán          | 69' |
| D. T. | D. T. | Jorge da Silva        |     |

| 1     | POR   | Marcelo Barovero     | 10' |
| 20    | DEF   | Milton Casco         |     |
| 3     | DEF   | Éder Álvarez Balanta | 85' |
| 23    | DEF   | Leonardo Ponzio      |     |
| 18    | DEF   | Camilo Mayada        |     |
| 22    | MED   | Andrés D'Alessandro  | 46' |
| 26    | MED   | Ignacio Fernández    | 46' |
| 14    | MED   | Joaquín Arzura       |     |
| 5     | MED   | Nicolás Domingo      | 46' |
| 13    | DEL   | Lucas Alario         | 46' |
| 7     | DEL   | Rodrigo Mora         | 46' |
| D. T. | D. T. | Marcelo Gallardo     |     |

| 4  | Defensa        | Emilio MacEachen    | 24' |
| 12 | Guardameta     | Damián Frascarelli  | 46' |
| 6  | Defensa        | Diogo Silvestre     | 46' |
| 5  | Centrocampista | Marcel Novick       | 46' |
| 7  | Centrocampista | Hernán Novick       | 46' |
| 26 | Delantero      | Mauricio Affonso    | 46' |
| 16 | Centrocampista | Federico Valverde   | 60' |
| 3  | Defensa        | Fabrizio Buschiazzo | 60' |
| 30 | Delantero      | Cristian Palacios   | 69' |

| 33 | Guardameta     | Julio Chiarini    | 10' |
| 8  | Centrocampista | Nicolás Bertolo   | 46' |
| 27 | Centrocampista | Luis González     | 46' |
| 17 | Delantero      | Tabaré Viudez     | 46' |
| 32 | Delantero      | Sebastián Driussi | 46' |
| 19 | Delantero      | Iván Alonso       | 46' |
| 28 | Defensa        | Leandro Vega      | 85' |

| 19' · 40' · 49' · 72' | Diego Forlán Miguel Murillo Luis Aguiar Cristian Palacios | 1:0 2:0 3:1 4:1 |

| 43' | Ignacio Fernández | 2:1 |

| 20' | Diego Forlán |

| Principal  | Andrés Cunha      |
| Asistentes | Carlos Pastorino  |
|            | Mauricio Espinosa |
| Cuarto     | Claudia Umpiérrez |

| 1     | POR   | Gastón Guruceaga      | 46' |
| 15    | DEF   | Maximiliano Olivera   |     |
| 2     | DEF   | Guillermo Rodríguez   | 24' |
| 23    | DEF   | Carlos Valdez         | 46' |
| 13    | DEF   | Matías Aguirregaray   |     |
| 14    | MED   | Luis Aguiar           | 61' |
| 28    | MED   | Tomás Costa           | 46' |
| 25    | MED   | Nahitan Nández        |     |
| 11    | DEL   | Maximiliano Rodríguez | 46' |
| 29    | DEL   | Miguel Murillo        | 46' |
| 10    | DEL   | Diego Forlán          | 69' |
| D. T. | D. T. | Jorge da Silva        |     |

| 1     | POR   | Marcelo Barovero     | 10' |
| 20    | DEF   | Milton Casco         |     |
| 3     | DEF   | Éder Álvarez Balanta | 85' |
| 23    | DEF   | Leonardo Ponzio      |     |
| 18    | DEF   | Camilo Mayada        |     |
| 22    | MED   | Andrés D'Alessandro  | 46' |
| 26    | MED   | Ignacio Fernández    | 46' |
| 14    | MED   | Joaquín Arzura       |     |
| 5     | MED   | Nicolás Domingo      | 46' |
| 13    | DEL   | Lucas Alario         | 46' |
| 7     | DEL   | Rodrigo Mora         | 46' |
| D. T. | D. T. | Marcelo Gallardo     |     |

| 4  | Defensa        | Emilio MacEachen    | 24' |
| 12 | Guardameta     | Damián Frascarelli  | 46' |
| 6  | Defensa        | Diogo Silvestre     | 46' |
| 5  | Centrocampista | Marcel Novick       | 46' |
| 7  | Centrocampista | Hernán Novick       | 46' |
| 26 | Delantero      | Mauricio Affonso    | 46' |
| 16 | Centrocampista | Federico Valverde   | 60' |
| 3  | Defensa        | Fabrizio Buschiazzo | 60' |
| 30 | Delantero      | Cristian Palacios   | 69' |

| 33 | Guardameta     | Julio Chiarini    | 10' |
| 8  | Centrocampista | Nicolás Bertolo   | 46' |
| 27 | Centrocampista | Luis González     | 46' |
| 17 | Delantero      | Tabaré Viudez     | 46' |
| 32 | Delantero      | Sebastián Driussi | 46' |
| 19 | Delantero      | Iván Alonso       | 46' |
| 28 | Defensa        | Leandro Vega      | 85' |

| 19' · 40' · 49' · 72' | Diego Forlán Miguel Murillo Luis Aguiar Cristian Palacios | 1:0 2:0 3:1 4:1 |

| 43' | Ignacio Fernández | 2:1 |

| 20' | Diego Forlán |

| Principal  | Andrés Cunha      |
| Asistentes | Carlos Pastorino  |
|            | Mauricio Espinosa |
| Cuarto     | Claudia Umpiérrez |

| 1     | POR   | Gastón Guruceaga      | 46' |
| 15    | DEF   | Maximiliano Olivera   |     |
| 2     | DEF   | Guillermo Rodríguez   | 24' |
| 23    | DEF   | Carlos Valdez         | 46' |
| 13    | DEF   | Matías Aguirregaray   |     |
| 14    | MED   | Luis Aguiar           | 61' |
| 28    | MED   | Tomás Costa           | 46' |
| 25    | MED   | Nahitan Nández        |     |
| 11    | DEL   | Maximiliano Rodríguez | 46' |
| 29    | DEL   | Miguel Murillo        | 46' |
| 10    | DEL   | Diego Forlán          | 69' |
| D. T. | D. T. | Jorge da Silva        |     |

| 1     | POR   | Marcelo Barovero     | 10' |
| 20    | DEF   | Milton Casco         |     |
| 3     | DEF   | Éder Álvarez Balanta | 85' |
| 23    | DEF   | Leonardo Ponzio      |     |
| 18    | DEF   | Camilo Mayada        |     |
| 22    | MED   | Andrés D'Alessandro  | 46' |
| 26    | MED   | Ignacio Fernández    | 46' |
| 14    | MED   | Joaquín Arzura       |     |
| 5     | MED   | Nicolás Domingo      | 46' |
| 13    | DEL   | Lucas Alario         | 46' |
| 7     | DEL   | Rodrigo Mora         | 46' |
| D. T. | D. T. | Marcelo Gallardo     |     |

| 4  | Defensa        | Emilio MacEachen    | 24' |
| 12 | Guardameta     | Damián Frascarelli  | 46' |
| 6  | Defensa        | Diogo Silvestre     | 46' |
| 5  | Centrocampista | Marcel Novick       | 46' |
| 7  | Centrocampista | Hernán Novick       | 46' |
| 26 | Delantero      | Mauricio Affonso    | 46' |
| 16 | Centrocampista | Federico Valverde   | 60' |
| 3  | Defensa        | Fabrizio Buschiazzo | 60' |
| 30 | Delantero      | Cristian Palacios   | 69' |

| 33 | Guardameta     | Julio Chiarini    | 10' |
| 8  | Centrocampista | Nicolás Bertolo   | 46' |
| 27 | Centrocampista | Luis González     | 46' |
| 17 | Delantero      | Tabaré Viudez     | 46' |
| 32 | Delantero      | Sebastián Driussi | 46' |
| 19 | Delantero      | Iván Alonso       | 46' |
| 28 | Defensa        | Leandro Vega      | 85' |

| 19' · 40' · 49' · 72' | Diego Forlán Miguel Murillo Luis Aguiar Cristian Palacios | 1:0 2:0 3:1 4:1 |

| 43' | Ignacio Fernández | 2:1 |

| 20' | Diego Forlán |

| Principal  | Andrés Cunha      |
| Asistentes | Carlos Pastorino  |
|            | Mauricio Espinosa |
| Cuarto     | Claudia Umpiérrez |

| 1     | POR   | Gastón Guruceaga      | 46' |
| 15    | DEF   | Maximiliano Olivera   |     |
| 2     | DEF   | Guillermo Rodríguez   | 24' |
| 23    | DEF   | Carlos Valdez         | 46' |
| 13    | DEF   | Matías Aguirregaray   |     |
| 14    | MED   | Luis Aguiar           | 61' |
| 28    | MED   | Tomás Costa           | 46' |
| 25    | MED   | Nahitan Nández        |     |
| 11    | DEL   | Maximiliano Rodríguez | 46' |
| 29    | DEL   | Miguel Murillo        | 46' |
| 10    | DEL   | Diego Forlán          | 69' |
| D. T. | D. T. | Jorge da Silva        |     |

| 1     | POR   | Marcelo Barovero     | 10' |
| 20    | DEF   | Milton Casco         |     |
| 3     | DEF   | Éder Álvarez Balanta | 85' |
| 23    | DEF   | Leonardo Ponzio      |     |
| 18    | DEF   | Camilo Mayada        |     |
| 22    | MED   | Andrés D'Alessandro  | 46' |
| 26    | MED   | Ignacio Fernández    | 46' |
| 14    | MED   | Joaquín Arzura       |     |
| 5     | MED   | Nicolás Domingo      | 46' |
| 13    | DEL   | Lucas Alario         | 46' |
| 7     | DEL   | Rodrigo Mora         | 46' |
| D. T. | D. T. | Marcelo Gallardo     |     |

| 4  | Defensa        | Emilio MacEachen    | 24' |
| 12 | Guardameta     | Damián Frascarelli  | 46' |
| 6  | Defensa        | Diogo Silvestre     | 46' |
| 5  | Centrocampista | Marcel Novick       | 46' |
| 7  | Centrocampista | Hernán Novick       | 46' |
| 26 | Delantero      | Mauricio Affonso    | 46' |
| 16 | Centrocampista | Federico Valverde   | 60' |
| 3  | Defensa        | Fabrizio Buschiazzo | 60' |
| 30 | Delantero      | Cristian Palacios   | 69' |

| 33 | Guardameta     | Julio Chiarini    | 10' |
| 8  | Centrocampista | Nicolás Bertolo   | 46' |
| 27 | Centrocampista | Luis González     | 46' |
| 17 | Delantero      | Tabaré Viudez     | 46' |
| 32 | Delantero      | Sebastián Driussi | 46' |
| 19 | Delantero      | Iván Alonso       | 46' |
| 28 | Defensa        | Leandro Vega      | 85' |

| 19' · 40' · 49' · 72' | Diego Forlán Miguel Murillo Luis Aguiar Cristian Palacios | 1:0 2:0 3:1 4:1 |

| 43' | Ignacio Fernández | 2:1 |

| 20' | Diego Forlán |

| Principal  | Andrés Cunha      |
| Asistentes | Carlos Pastorino  |
|            | Mauricio Espinosa |
| Cuarto     | Claudia Umpiérrez |

## Selección uruguaya

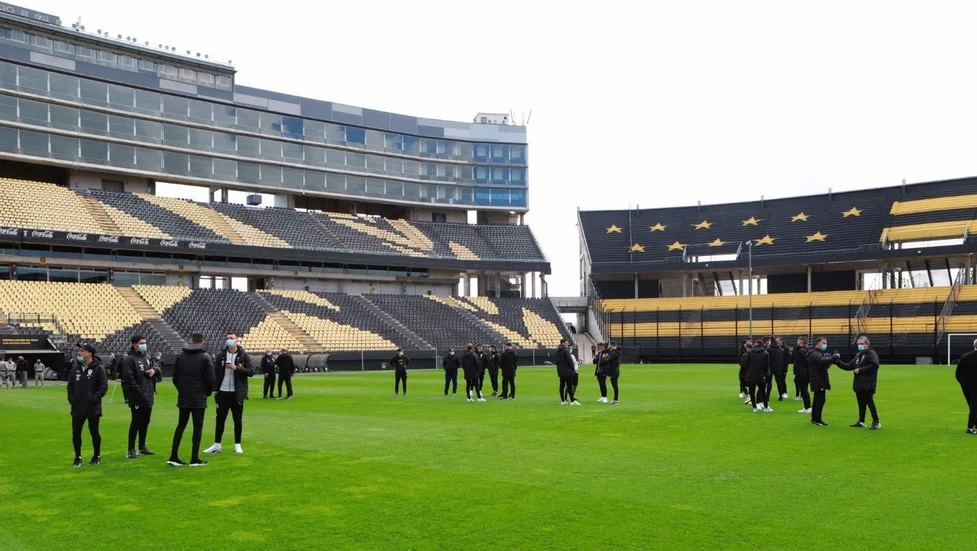
Reconocimiento de los jugadores de la Selección Uruguaya en el césped del estadio.

En 2021 se dio la particularidad que, debido a las remodelaciones del Estadio Centenario para albergar las finales de la Copa Libertadores  y la Copa Sudamericana, la selección de Uruguay disputara partidos oficiales fuera de su estadio tradicional.
El estadio aurinegro recibió los partidos de local de las eliminatorias para el mundial de Catar 2022 pertenecientes a las fechas,  6.º ante Bolivia, 10.º ante Ecuador y 14.º en el Clásico del Río de la Plata ante Argentina, siendo el primero de estos el partido que marcó el retorno del público luego de la pandemia de COVID-19) en Uruguay. En todos los casos contaron con un espectáculos musicales previos, shows de Los Fatales y música por DJs. Además, antes del comienzo de los partidos, los himnos nacionales fueron interpretados por la Orquesta Sinfónica del Sodre.   
En el primer partido Uruguay enfrentó a la selección de Bolivia; el partido terminaría victoria 4-2 de Uruguay. El primer gol de la selección en el escenario fue de Giorgian De Arrascaeta a los 15 minutos de juego, luego convertirían Federico Valverde a los 31', el "Canario" Agustín Álvarez Martínez a los 47' y nuevamente Giorgian De Arrascaeta a los 67', mientras que los goles del conjunto visitante fueron obra de Marcelo Martins por duplicado a los 59' y 84' minutos respectivamente. En el segundo encuentro, Uruguay se midió ante la selección de Ecuador; el partido terminaría con victoria 1-0 de Uruguay, con un agónico gol convertido por Gastón Pereiro al minuto 92.
El partido Clásico del Río de la Plata frente Argentina terminaría con la derrota de local por 0-1, el gol argentino sería convertido por Ángel Di María a los 7' de juego. Uruguay no pudo lograr el empate pese a tener varias situaciones de gol. Lionel Messi entraría al 76' sustituyendo a Giovani Lo Celso. Pese a los altos costos de las entradas el público agotaría las entradas habilitadas, siendo el 75% de la capacidad por medidas por la Pandemia sanitaria.

### Partidos
| 5 de septiembre de 2021, 19:00 (UTC-3) | Uruguay                                                             | 4:2 (2:0)                     | Bolivia                 | Estadio Campeón del Siglo, Montevideo                                            |                                                                                  |
|                                        | De Arrascaeta 15', 67' (pen.) · Valverde 31' · Álvarez Martínez 47' | FIFA Reporte Conmebol Reporte | Martins 59', 84' (pen.) | Asistencia: 15 000 espectadores Árbitro(s): Eber Aquino VAR: Mario Díaz de Vivar | Asistencia: 15 000 espectadores Árbitro(s): Eber Aquino VAR: Mario Díaz de Vivar |

|  |  |

| 9 de septiembre de 2021, 19:30 (UTC-3) | Uruguay       | 1:0 (0:0)                     | Ecuador | Estadio Campeón del Siglo, Montevideo                                            |                                                                                  |
|                                        | Pereiro 90+2' | FIFA Reporte Conmebol Reporte |         | Asistencia: 15 000 espectadores Árbitro(s): Anderson Daronco VAR: Rodolpho Toski | Asistencia: 15 000 espectadores Árbitro(s): Anderson Daronco VAR: Rodolpho Toski |

|  |  |

| 12 de noviembre de 2021, 20:00 (UTC-3) | Uruguay | 0:1 (0:1)                     | Argentina   | Estadio Campeón del Siglo, Montevideo                                          |                                                                                |
|                                        |         | FIFA Reporte Conmebol Reporte | Di María 7' | Asistencia: 30 000 espectadores Árbitro(s): Alexis Herrera VAR: Julio Bascuñán | Asistencia: 30 000 espectadores Árbitro(s): Alexis Herrera VAR: Julio Bascuñán |

|  |  |

## Proyectos previos

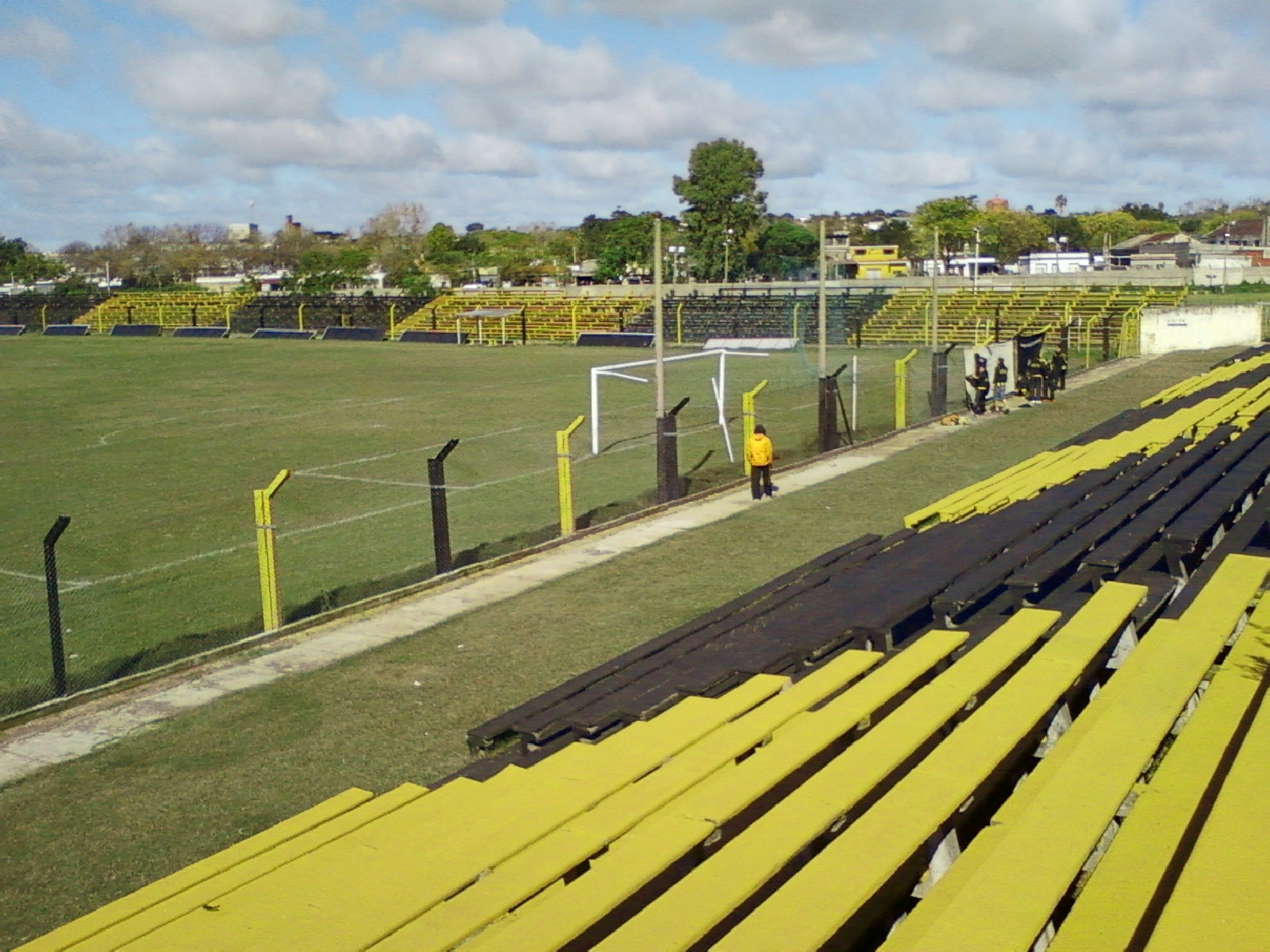
Peñarol también posee el Estadio José Pedro Damiani, inaugurado en 1916.

Los proyectos anteriores de la concreción de un futuro estadio para Peñarol varían tanto en su tamaño como en su ubicación. El primero ocurrió en 1933, cuando el equipo Manya presentó un proyecto para construirlo en la Rambla de Montevideo, en el mismo sitio en el que ahora se encuentra el Teatro de Verano. Muchos años después, en 1998, el club presentó una maqueta de un estadio a construir sobre la Avenida Giannattasio. Por otra parte, la mayoría de estos se dieron en los últimos años, bajo la presidencia de José Pedro Damiani, y en todos los casos la capacidad del escenario deportivo rondaba los 40 mil espectadores.
Durante gran parte de su historia profesional el Club utilizó el Estadio Centenario, propiedad de la AUF, para oficiar de local. A continuación algunos de los proyectos previos.

### Proyecto Estadio en el Parque Rodó
Este podría considerarse el primer proyecto de un estadio propio para Peñarol. La obra quedó registrada en la Memoria y Balance del club en 1933, en la que se aseguró que "planteamos y dejamos poco menos que resuelta la ejecución práctica del Estadio del Parque Rodó". Aquella iniciativa tenía planificada la construcción de un estadio para 30 mil personas, que a su vez pudiese recibir eventos deportivos como básquetbol, ciclismo, boxeo y vóleibol. Lucero escribió en su libro que “un ilustre presidente se cansó de arrancar piedras para armar el hueco y abandonó”. Hasta mayo el presidente fue Alberto Demicheli y tras su renuncia lo reemplazó Rafael Vece.

### Proyecto Estadio Damiani-Moore
Este proyecto fue lanzado en el año 2005. Se situaría en el departamento de Canelones, y tendría capacidad para 32 .500 personas. Se trataba de un estadio de forma similar al Estadio Centenario, al contar con dos bandejas de cemento. Se anticipó que los nombres de las tribunas corresponderían a pasadas glorias del club, como por ejemplo Obdulio Varela, Juan Schiaffino, Fernando Morena, Pablo Bengoechea, Diego Aguirre, Alberto Spencer y Ladislao Mazurkiewicz entre otros.

### Proyecto Estadio en el Parque Roosevelt
El proyecto en el Parque Franklin D. Roosevelt se presentó en 2011. Implicaba una inversión de 13 millones de dólares, y la capacidad sería en una primera etapa, de 35 000 espectadores. En el documento presentado a la Intendencia Departamental de Canelones a efectos de que se les cediera el terreno, la dirigencia mirasol ya había realizado una estimación de 25 286 entradas vendidas para el partido inaugural.
Pero las dudas acerca si el terreno (donado a la Intendencia de Canelones para ser usado como un parque público) podría ser destinado para la obra y su impacto ambiental en la zona, sumado a una movilización por parte de los vecinos para evitar la construcción del estadio, derivó en que el proyecto del estadio volviera a ser reubicado.

### Proyectos de compra de estadios
Como resultado de las dificultades que generaron la concreción de los diferentes proyectos de construcción de un estadio propio, Peñarol presentó algunas propuestas para adquirir estadios ya construidos. En 1993 se elaboró el primer proyecto para adquirir el Estadio Charrúa, propiedad de la Intendencia Municipal de Montevideo, y se propuso entregar como parte de pago el predio que el club posee en Las Acacias.
En 2001, Peñarol volvió a aspirar a quedarse con ese estadio, pretendiendo ampliar su capacidad de 10 000 hacia 30 000 espectadores y asumiendo su usufructo por treinta años.
También se especuló con la posibilidad de usufructuar el Estadio Centenario, consiguiendo su administración mediante un acuerdo con la AUF, CAFO y la IMM, pero que solo quedó en la idea.